# Pediasia walkeri
Pediasia walkeri là một loài bướm đêm trong họ Crambidae.